# Руна Ферде
Руна Карін Ферде (норв. Runa Karin Førde; (24 лютого 1933 , Осло  — 28 липня 2017 , Stokke Municipalityd, Естланн )) — норвезька художниця та ілюстраторка.

## Біографія
Руна Ферде народилася 24 лютого 1933 року в Осло. З 1949 по 1953 рік навчалася в Норвезької національної академії ремесел та художньої промисловості і з 1953 по 1957 рік у Норвезької національної академії красних мистецтв. Ілюструвала книги та дитячу хрестоматію для початкової школи. Її роботи представлені в Державної галереї Норвегії, Державному музеї мистецтв Данії, а також у галереях Пекіна та Фарерських островів . Деякі з її робіт було придбано Національним музеєм мистецтва, архітектури та дизайну в Осло. Померла 28 липня 2017 року у Стокке.

## Нагороди
- Премія Міністерства культури Норвегії за «найкращу ілюстрацію дитячих книг»[4] .